# Религия в Обединеното кралство
През последните 1400 години религията в Обединеното кралство, както и в държавите, които го предшестват, е доминирана от различни форми на християнството. Според някои проучвания, мнозинството от гражданите все още се идентифицират с християнската религия, макар редовното църковно посещение да е спаднало драстично след средата на 20 век; имиграцията и демографските промени също способстват за растежа на други вероизповедания.
Религиозните предпочитания на гражданите на Великобритания се регистрират от няколко редовни проучвания, като четирите водещи са: Британската служба за преброяване на населението, Проучването на работната ръка, проучването Британски социални нагласи и Европейското социално проучване. Според Преброяването на населението от 2011 г., главната религия по брой последователи е християнството, а след нея се нареждат ислямът, индуизмът, сикхизмът, юдаизмът и будизмът. Това, както и големият процент хора с номинални или никакви религиозни предпочитания, води някои коментатори да опишат Обединеното кралство като многорелигиозна, секуларизирана или пост-християнска страна.
Обединеното кралство е сформирано от съюз на независими държави през 1707 г., и по тази причина повечето от по-големите религиозни групи нямат общобританска организационна структура. Някои групи имат отделни структури за отделните страни, съставляващи Обединеното кралство, а други имат единични структури, покриващи Англия и Уелс или Великобритания. По подобен начин, поради относително скорошното образуване на Северна Ирландия през 1921 г., повечето главни религиозни групи в Северна Ирландия са организирани по общоирландски признак.

## История
Предримските форми на религия на Британските острови включват различни форми на почит към предците и езичество. За тези религии се знае малко. Свещениците са се наричали друиди.
В религиозния живот на днешното Обединено кралство от 1400 години надмощие имат формите на християнството. То е въведено от древните римляни в днешни Англия, Уелс и Южна Шотландия. След нашествията от 5 век на англо-саксонците, които са езичници, християнството е отново въведено от римокатолически и келтски мисионери във всички части на Великобритания и Ирландия.
Основната форма на християнството през Средновековието е римокатолицизмът, но Англиканската църква получава независимост в Англия и Уелс през 1534 г. като ръкав на протестантската Английска реформация. Тя има представителство в британския парламент, а британският монарх е неин върховен ръководител.
В Шотландия националната църква е Презвитерианската шотландска църква, която се установява с отделна Шотландска реформация през 16 век. Тя не подлежи на държавен контрол. Британският монарх е неин обикновен член, който при качването на престола полага клетва да „поддържа и запазва Протестантската религия и Презвитерианското църковно управление“.
Придържането към римокатолицизма се запазва на различни нива в различни части на Великобритания и най-вече в Ирландия. То се разраства във Великобритания, отчасти поради ирландската имиграция през 19 век.
От средата на 17 век нататък, форми на протестантски неконформизъм, включващи конгрегационалисти, баптисти, квакери и по-късно методисти, се разклоняват от установената църква. Англиканската църква в Уелс е разформирована през 1920. След разформироването на Англиканската църква в Ирландия през 1870 г., случващо се преди разделянето на Ирландия, няма установена църква в Северна Ирландия.
Особено с настъпването на 20 век, имиграционните вълни и демографските промени допринасят за растежа на други вероизповедания, включително исляма, индуизма, неопаганизма, сикхизма, юдаизма и будизма. По тази причина, както и поради относително големия брой индивиди с номинална или липсваща религиозна обвързаност, води до това някои анализатори да описват Обединеното кралство като многорелигиозно, секуларизирано или пост-християнско общество.